# Povl Bang-Jensen
Povl Bang-Jensen, (født 6. april 1909 i København, død 26. november 1959 i New York) var diplomat i den danske udenrigstjeneste og senere embedsmand i FN.
Bang-Jensen blev jurist i 1934 og gjorde i årene 1939-1948 tjeneste ved det danske gesandtskab i Washington, hvor han var en nær medarbejder for gesandten, Henrik Kauffmann, og derfor deltager i dennes helt usædvanlige ledelse af gesandtskabet og forholdet til USA under den 2. verdenskrig.
Efter krigen var Bang-Jensen i 1948 involveret i den såkaldte anden påskekrise, idet han havde udarbejdet en sikkerhedspolitisk analyse, der specielt omhandlede den mulige trussel om en sovjetisk besættelse af Danmark eller en tvangsmæssig oprettelse af russiske militærbaser i Danmark. Dette skete på et tidspunkt, hvor kommunisterne netop havde overtaget magten i Tjekkoslovakiet, og hvor uroligheder i Finland gav frygt for en tilsvarende udvikling der. Kauffmann sendte Bang-Jensen til Danmark for at forelægge analysen for statsminister Hans Hedtoft, og Bang-Jensen tog efterfølgende på en foredragsturné i anti-kommunistiske kredse, hvor han fremlagde en noget mere dyster udlægning af rapporten.
Dette gav anledning til stærk kritik af Bang-Jensen, som måtte tage sin afsked.
I perioden 1949-1958 var han ansat som FN-embedsmand. I 1956 gjorde han tjeneste i New York i den særlige Ungarn-afdeling, hvor han i kølvandet på opstanden i Ungarn i 1956 afhørte omkring 80 ungarske flygtninge. Da FN's generalsekretær Dag Hammarskjöld forlangte at få overdraget listen over de afhørte, nægtede Bang-Jensen at udlevere den, angiveligt af frygt for at den skulle komme kommunistiske sikkerhedstjenester i hænde og derved udsætte de flygtedes familier for repressalier. I stedet brændte Bang-Jensen listen på taget af FN-bygningen. Dette medførte, at han blev afskediget fra sin stilling.
Povl Bang-Jensen er som følge af sin holdning i denne sag særdeles velkendt i Ungarn.
I 1959 blev Bang-Jensen fundet dræbt af skud på en bænk i Alley Pond Park i New York. Han havde en pistol liggende ved siden af sig og havde forinden været forsvundet i 3 dage. Det er aldrig blevet afklaret, om der var tale om mord eller selvmord.
Povl Bang-Jensen er begravet på Solbjerg Parkkirkegård.
- Mindetavle i Enying (en), Ungarn
- Mindesten i Enying